# Necrotaulius paludis
Necrotaulius paludis is een fossiele soort schietmot uit de familie Necrotauliidae.